# الإصلاح الزراعي في المكسيك

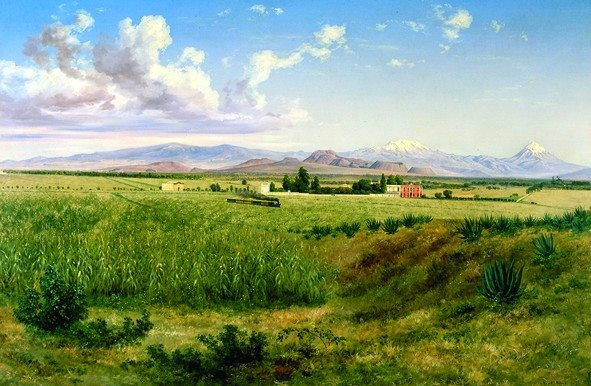
الإصلاح الزراعي

قبل الثورة المكسيكية عام 1910، امتلك المكسيكيون الأثرياء والأجانب معظم الأراضي في المكسيك بعد الاستقلال، وامتلك الملّاك الصغار والسكان الأصليون القليل من الأراضي المنتجة. خلال الحقبة الاستعمارية، حمى التاج الإسباني ممتلكات المجتمعات الأصلية التي عملت في الغالب في زراعة الكفاف لتعويض أنظمة إنكوميندا وربرتمنتو. في القرن التاسع عشر، وحدت النخب المكسيكية العقارات الكبيرة (هاسيندا) في أجزاء كثيرة من البلاد في حين انخرط الملاك الصغار، وكثير منهم من الميستيثو من الأعراق المختلطة، في الاقتصاد التجاري.
بعد حرب الاستقلال، سعى الليبراليون المكسيكيون إلى تحديث الاقتصاد، وتعزيز الزراعة التجارية من خلال تفكيك الأراضي المشتركة، التي كان معظمها آنذاك ملكًا للكنيسة الكاثوليكية، ومجتمعات السكان الأصليين. عندما وصل الليبراليون إلى السلطة في منتصف القرن التاسع عشر، طبقوا قوانين قضت بتفكيك وبيع أراضي الشركات هذه. عندما تولى الجنرال الليبرالي بورفيريو دياث منصبه عام 1877، شرع في برنامج شامل للتحديث والتنمية الاقتصادية. سعت سياساته المتعلقة بالأراضي إلى جذب الاستثمار الأجنبي إلى التعدين والزراعة وتربية المواشي المكسيكية، مما أدى إلى سيطرة المستثمرين المكسيكيين والأجانب على غالبية الأراضي المكسيكية باندلاع الثورة المكسيكية في عام 1910. دفعت تعبئة الفلاحين ضد النخب التي حصلت على الأراضي خلال الثورة إلى الإصلاح الزراعي في فترة ما بعد الثورة وأدت إلى إنشاء نظام إيخيدو، المنصوص عليه في الدستور المكسيكي لعام 1917.
وزِع عدد قليل جدًا من الهكتارات خلال السنوات الخمس الأولى من الإصلاح الزراعي. أثبتت محاولات الإصلاح الزراعي من قبل القادة السابقين والحكومات أنها غير مجدية، فقد كانت الثورة منذ عام 1910 وحتى عام 1920 معركة عمالة تابعة، ورأسمالية، وملكية صناعية. تعلق إصلاح المشكلة الزراعية بالتعليم، والأساليب، وخلق علاقات اجتماعية جديدة من خلال الجهد التعاوني والمساعدة الحكومية. في البداية، أدى الإصلاح الزراعي إلى تطوير العديد من الإيخيدو للاستخدام الجماعي للأراضي، بينما ظهر الإيخيدو المفروز في السنوات اللاحقة. انتهى الإصلاح الزراعي في المكسيك عام 1991 بعد أن عدل مجلس النواب المادة 27 من الدستور.

## تاريخ حيازة الأراضي وسط المكسيك
شهدت حيازة الأراضي في المكسيك على المدى الطويل نقل الأراضي إلى أيدي مالكي القطاع الخاص العاملين في الإنتاج الزراعي من أجل الربح. لكن المشاكل الاجتماعية والاقتصادية التي نتجت عن هذا التركيز للملكية جلبت حلولًا إصلاحية حاولت عكس هذا الاتجاه. في العصر الحالي، هناك تراجع عن إصلاح الأراضي الزراعية والعودة إلى توطيد ملكية الأراضي للمؤسسات الكبيرة.

### عصر ما قبل الهسبان
كانت الأراضي الغنية في وسط وجنوب المكسيك موطنًا كثافته السكانية عالية، والسكان المنظمون تراتبيًا، والمستقرون أنتجوا فوائض زراعية، ما سمح بتطوير القطاعات التي لم تزرع التربة مباشرةً. عاش هؤلاء السكان في مستوطنات وامتلكوا أراضي مشتركة، على الرغم من أنهم عملوا عمومًا في قطع أراضي خاصة. خلال فترة الآزتك، تقريبًا منذ عام 1450 وحتى عام 1521، كان للناوا في وسط المكسيك أسماء لفئات مدنية من الأراضي، والتي استمر العديد منها في الحقبة الاستعمارية. هناك أراضي خاصة ملحقة بمنصب الحاكم (تلاتواني) تسمى تلاتوكاتلال؛ الأرض المكرسة لدعم المعابد، تكبنتلالي، بل وأيضًا الأراضي الخاصة بالنبلاء، بيلالي. سميت الأراضي المملوكة لكالبولي، وهي منظمة اجتماعية محلية قائمة على الأقارب، كالبولالي. امتلك معظم الناس قطعًا فردية من الأرض، غالبًا في مواقع متفرقة، عملت فيها العائلة ونقِلت حقوق ملكيتها إلى الأجيال اللاحقة. قد يفقد أحد أعضاء المجتمع حقوق الانتفاع هذه إذا لم يزرع الأرض. يمكن للشخص أن يفقد الأرض نتيجة لديون القمار، وهو نوع من نقل الملكية يمكن الاستدلال منه على أن الأرض كانت ملكية خاصة.
من المهم ملاحظة أن هناك أراض مصنفة على أنها «أراض مشتراة» (في ناواتل، تللكوهوالي). في منطقة تكسكوكو، كانت هناك قواعد قانونية لبيع الأرضي ما قبل الهسبان، تشير إلى أن النقل عن طريق البيع لم يكن ابتكارًا بعد الغزو. تظهر سجلات المستوى المحلي في ناواتل من القرن السادس عشر أن الأفراد وأعضاء المجتمع تابعوا هذه الفئات، بما في ذلك الأراضي المشتراة، وغالبًا ما كانوا مالكين سابقين لقطع أرض معينة.

### الحقبة الاستعمارية
بعد الفتح الإسباني لوسط المكسيك في أوائل القرن السادس عشر، لم تمس حيازة السكان الأصليين للأراضي في البداية، باستثناء زوال الأراضي المخصصة للآلهة. جمع قاض إسباني من القرن السادس عشر في إسبانيا الجديدة، ألونسو دي زوريتا، معلومات مستفيضة حول الناوا في منطقة كواتينشان، بما في ذلك حيازة الأراضي. لاحظ زوريتا أنه كان هناك تنوع في حيازة الأراضي في وسط المكسيك، لذا في حال تعارض المعلومات التي قدمها لمكان ما مع معلومات في مكان آخر، فإن ذلك يرجع إلى هذا التنوع ذاته. يعد زوريتا، جنبًا إلى جنب مع فرناندو دي ألفا إكستليلكسوتشيتل، أحد أفراد الأسرة النبيلة التي حكمت تكسكوكو، وفرانسيسكان فراي خوان دي توركويمادا أهم مصادر حيازة أراضي السكان الأصليين في فترة ما قبل الهسبان والاستعمار المبكر في وسط المكسيك.
هناك الكثير من الوثائق حول حيازة أراضي السكان الأصليين، بما في ذلك العقارات التي يملكها اللوردات الأصليون (كاسيكي)، والمعروفة باسم كاسيكازغوس. يعود تاريخ التقاضي حول سند الملكية إلى الحقبة الاستعمارية المبكرة جدًا. أبرزها هو النزاع على الأراضي التي احتلها دون كارلوس أوميتوتشتزين من تكسكوكو، الذي أعدمته محاكم التفتيش عام 1539. خريطة أراضي الأوزتوتيكباك في تكسكوكو هي توثيق للنزاع الذي أعقب وفاته.
في المكسيك الاستعمارية المبكرة، تلقى العديد من الفاتحين الإسبان (وعدد قليل من الحلفاء الأصليين) هبات للعمل والجزية من مجتمعات أصلية معينة كمكافآت للخدمات عبر مؤسسة تسمى إنكوميندا. لم تشمل هذه هبة الأراضي، التي لم تكن في حقبة ما بعد الغزو مباشرة بنفس أهمية خدمة الجزية والعمل التي قدمها الهنود كاستمرار من فترة ما قبل الهسبان. اهتم الإسبان باستملاك المنتجات والعمالة من هباتهم، لكنهم لم يروا أي حاجة للحصول على الأرض نفسها. بدأ التاج في التخلص التدريجي من الإنكوميندا في منتصف القرن السادس عشر، مما حد من عدد المرات التي يمكن فيها توريث الهبة. في الوقت نفسه، أدى الانخفاض في عدد السكان الأصليين والهجرة الإسبانية إلى المكسيك إلى خلق طلب على المواد الغذائية المألوفة لهم، مثل القمح بدلًا من الذرة، والفواكه الأوروبية، والحيوانات مثل الماشية والأغنام والماعز للحوم والجلود أو الصوف. بدأ الإسبان في حيازة الأراضي وتأمين العمالة المنفصلة عن هبات الإنكوميندا. كانت هذه هي المرحلة الأولى من تشكيل العقارات الإسبانية.
اشترى الإسبان الأراضي من الهنود ومن المجتمعات الهندية، كما اغتصبوا أرض الهنود، واحتلوا الأرض التي اعتُبرت «فارغة» (ترنوس بالديوس) وطلبوا هبة (مرسدس) للحصول على سند ملكية لها. هناك أدلة على أن النبلاء باعوا الأراضي المشتركة للإسبان، وتعاملوا مع تلك الأرض على أنها ملكية خاصة. انزعج بعض الهنود من هذا النقل للأراضي، وحظروا صراحة بيع الأراضي للإسبان.
كان التاج الإسباني قلقًا بشأن الرفاهية المادية لأتباعه الأصليين، وفي عام 1567 خصص قطعة أرض مجاورة للمدن الهندية كانت مملوكة قانونيًا من قبل المجتمع، الصندوق القانوني، في البداية 500 فاراس. يتمثل الإطار القانوني لهذه الأراضي في إنشاء مستوطنات (بويبلوس دي إنديوس) ككيانات قانونية في القانون الاستعماري الإسباني، مع إنشاء إطار للحكم عن طريق مجلس المدينة (كابيلدو). حوِلت الأراضي التي احتفظ بها بويبلوس تقليديًا إلى أراضٍ مجتمعية. لم تكن هناك عملية موحدة لإنشاء هذه الأراضي، بل كانت هناك مجموعة من المطالبات القائمة على الاحتلال والاستخدام منذ زمن بعيد، والهبة، والشراء، وعملية تنظيم سندات ملكية الأراضي عبر عملية تعرف باسم التكوين.